# Sierras de Abdalajís y La Encantada Sur
Sierras de Abdalajís y La Encantada Sur este o arie protejată (arie specială de conservare — SAC, sit de importanță comunitară — SCI) din Spania întinsă pe o suprafață de 2.745,88 ha, integral pe uscat.

## Localizare
Centrul sitului Sierras de Abdalajís y La Encantada Sur este situat la coordonatele 36°56′33″N 4°42′52″W / 36.9426°N 4.7145°V.

## Înființare
Situl Sierras de Abdalajís y La Encantada Sur a fost declarat sit de importanță comunitară în decembrie 1997 pentru a proteja 12 specii de animale. Situl a fost protejat și ca arie specială de conservare în ianuarie 2015.

## Biodiversitate
Situată în ecoregiunea mediteraneană, aria protejată conține 10 habitate naturale: Matorral arborescenți cu Juniperus spp., Păduri de Quercus ilex și Quercus rotundifolia, Pajiști umede mediteraneene cu ierburi înalte de Molinio-Holoschoenion, Peșteri inaccesibile publicului, Izvoare petrifiante cu formare de travertin (Cratoneurion), Pseudostepă cu ierburi și specii anuale de Thero-Brachypodietea, Galerii și tufărișuri riverane sudice (Nerio-Tamaricetea și Securinegion tinctoriae), Păduri de pin mediteraneene cu pini mezogeni endemici, Pante stâncoase calcaroase cu vegetație casmofită, Tufărișuri termo-mediteraneene și de pre-deșert.
La baza desemnării sitului se află mai multe specii protejate:
- păsări (7): acvilă de munte (Aquila chrysaetos), Aquila fasciata, șoim călător (Falco peregrinus), vulturul pleșuv sur (Gyps fulvus), gaia roșie (Milvus milvus), vultur egiptean (Neophron percnopterus), Pyrrhocorax pyrrhocorax
- amfibieni (1): Discoglossus galganoi
- mamifere (2): vidră de râu (Lutra lutra), liliacul mic cu potcoavă (Rhinolophus hipposideros)
- pești (1): Pseudochondrostoma willkommii
- reptile (1): Mauremys leprosa

Pe lângă speciile protejate, pe teritoriul sitului au mai fost identificate 8 specii de plante, 3 specii de păsări, 1 specie de mamifere.